# Centaurea lovricii
Centaurea lovricii — вид квіткових рослин айстрових (Asteraceae). Ендемік Хорватії.

## Біоморфологічна характеристика
Багаторічна трав'яниста рослина з кількома стеблами, безплідними листовими розетками і здерев'янілим кореневищем. Стебла прямі, голі, смугасті, блискуче-зелені, 25–50 см завдовжки, некрилаті, слабко розгалужені. Прикореневі листки м'ясисті, блискуче-зелені, голі, 1–2 перисторозсічені, 7–20 см × 5–40 мм; листочки по 5–15 на бік, ланцетні, від лінійно-ланцетних до лінійних або довгасто-ланцетних; молоді листки довгасто-ланцетні з суцільним краєм або з нечисленними бічними зубцями; черешки 5–55 мм завдовжки. Серединні та верхні стеблові листки схожі на прикореневі, сидячі або майже так, 1(2) перисторозсічені, 1,5–12 × 0,5–3 см; листочків по 1–12 з кожного боку, від лінійно-ланцетних до лінійних, краї цілокраї. Суцвіття нещільне, 7–30 одиночними квітковими головами. Філярії солом'яного кольору, голі. Квіточки рожево-пурпуруваті. Крайні квіточки стерильні, дискові — плодючі. Пиляки темно-фіолетові. Сім'янки довгасті, 2,6–3 × 1,4–1,5 мм, голі, до верхівки темно-коричневі, з кількома поздовжніми смугами солом'яного кольору. Папус двійчастий, білуватий.
Цвіте Centaurea lovricii з травня до кінця червня, а плодоносить з кінця червня до липня.

## Середовище
Цей новий вид росте вздовж північного узбережжя між затоками Драгодід і Оключіна на острові Віс у Далмації, Хорватія. Росте на звернених до моря скелях, що складаються з тріасових доломітів на висоті 10–100 м над рівнем моря, у скелястих ущелинах разом з багатьма іншими рідкісними або ендемічними видами.